# La Asunción (Málaga)
La Asunción es un barrio que pertenece al distrito de la Cruz de Humilladero de la ciudad andaluza de Málaga, España. Según la delimitación oficial del ayuntamiento, limita al norte con el barrio de Nuestra Señora del Carmen; al este, con Santa Julia; al sur, con el polígono industrial Ronda Exterior; y al oeste, con el barrio de San Rafael.

## Transporte
En autobús queda conectado mediante las siguientes líneas de la EMT: 
| Línea | Trayecto                                             | Recorrido | Frecuencia                                     |
| ----- | ---------------------------------------------------- | --------- | ---------------------------------------------- |
| 4     | Paseo del Parque - Cortijo Alto (Ciudad de Justicia) | Recorrido | 11-12 minutos                                  |
| 15    | La Virreina - Santa Paula                            | Recorrido | 11-12 minutos                                  |
| 22    | Avda. Molière - Universidad                          | Recorrido | 10 minutos (16-18 minutos en época no lectiva) |
| 24    | Avda. M. A. Heredia - Los Prados                     | Recorrido | 15 minutos                                     |
| 31    | Alameda Principal - Mainake                          | Recorrido | 18-25 minutos                                  |
| N2    | Plaza de la Marina - Circular                        | Recorrido | 50-55 minutos                                  |